# Dunaújváros PASE
El Dunaújváros-Pálhalmai Agrospeciál Sportegyesület (en español: Asociación Deportiva Pálhalma Agrospeciál de Dunaújváros), es un equipo de fútbol de Hungría que juega en la NB2, la segunda liga de fútbol más importante del país.

## Historia
Fue fundado en el año 1998 en la ciudad de Dunaújváros y nunca han conseguido logros importantes en su historia, pero sí saben lo que es jugar en la NB1.